# Calliopius carinatus
Calliopius carinatus är en kräftdjursart som beskrevs av Edward Lloyd Bousfield och Hendrycks 1997. Calliopius carinatus ingår i släktet Calliopius och familjen Calliopiidae. Inga underarter finns listade i Catalogue of Life.